# Фёдоров, Борис Фёдорович
Борис Фёдорович Фёдоров (15 августа 1922, Самара, РСФСР — 1984, Ленинград, СССР) — российский советский живописец, член Ленинградского Союза художников.

## Биография
Родился 15 августа 1922 года в Самаре. В 1942—1944 годах воевал на Ленинградском и 2-м Прибалтийском фронтах механиком-водителем тяжёлого танка «КВ». Был дважды ранен. Награждён орденами Красной Звезды, Славы, Отечественной войны 2 степени, медалями «За отвагу», «За победу над Германией», «За взятие Берлина». По некоторым источникам, был единственным художником, принимавшим участие в штурме Рейхстага и запечатлевшим с натуры момент поднятия флага над Рейхстагом.
После демобилизации в 1945 году поступил на живописный факультет Ленинградского института живописи, скульптуры и архитектуры имени И. Е. Репина, который окончил в 1951 году по мастерской М. Авилова с присвоением звания художника живописи. Дипломная работа — жанровое полотно «Горький и Чехов среди артистов МХАТ».
Участвовал в выставках с 1951 года, экспонируя свои работы вместе с произведениями ведущих мастеров изобразительного искусства Ленинграда. Писал жанровые и батальные картины, портреты, пейзажи. Член Ленинградского Союза художников с 1951 года. Автор картин «После лыжного пробега» (1952), «Утро танкистов» (1954), «На отдыхе» (1956), «Кончилось. Рейхстаг, 1945 год» (1957), «Во имя Родины» (1960), «Блокада Ленинграда», «Дальше земли нет!» (обе 1964), «Портрет девушки» (1965), «Горький на Волге» (1968), «Моё поколение» (1975), «На исходные позиции» (1977), «Солдатская слава» (1980) и др.
Скончался в 1984 году в Ленинграде.
Произведения Б. Ф. Фёдорова находятся в Государственном Русском музее, Третьяковской галерее, в музеях и частных собраниях в России, Великобритании, Японии, США, Франции, и других странах.

## Выставки
- 1964 год (Ленинград): Ленинград. Зональная выставка.
- 1975 год (Ленинград): Наш современник. Зональная выставка произведений ленинградских художников.
- 1976 год (Москва): Изобразительное искусство Ленинграда.
- 1980 год (Ленинград): Зональная выставка произведений ленинградских художников.